# O’Reilly
O’Reilly (O’Reilly Media, ранее — O’Reilly & Associates) — американская издательская компания, основанная Тимом О’Райли в 1978 году. Изначально специализировалась на заказном написании технической документации для программных продуктов, при этом с 1984 года начала сохранять права на руководства по Unix, созданные по заказу ряда вендоров, постепенно сменив профиль на издательскую деятельность, и начав выпускать техническую литературу розничными тиражами.
В 1993 году издательством создан один из ранних веб-сайтов — Global Network Navigator, считающийся первым коммерческим интернет-проектом, размещавшим баннерную рекламу, в 1995 году проект продан провайдеру AOL.
Значительный спад издательство пережило в результате бума доткомов в 2000 году, в результате было сокращено около четверти персонала — около 70 сотрудников. Впоследствии значительную составляющую бизнеса издательства стала составлять организация конференций, среди регулярных мероприятий, проводимых издательством — OSCON (по открытому программному обеспечению), Strata + Hadoop World (по науке о данных и Hadoop), серия финансово-экономических саммитов The Next.
Издательство публикует в основном книги компьютерной тематики. Отличительная особенность — характерное воспроизведение фрагментов ксилографий, изображений различных животных и людей на большинстве книг (за исключением серий Hacks и Head First), выпущенных этим издательством.